# Pristomerus hebraicator
Pristomerus hebraicator är en stekelart som beskrevs av Aubert 1979. Pristomerus hebraicator ingår i släktet Pristomerus och familjen brokparasitsteklar. Inga underarter finns listade i Catalogue of Life.